# Eija
Az Eija finn eredetű női név, a finn nyelvben örömkiáltás szava, újabb névalkotás.

## Gyakorisága
Az 1990-es években szórványos név, a 2000-es években nem szerepel a 100 leggyakoribb női név között.

## Névnapok
- február 19.[2]